# 寺井町 (太田市)
寺井町（てらいちょう）は、群馬県太田市にある地名（町丁）。郵便番号は373-0052。

## 概要
強戸地区にある町丁。

## 地理

### 近隣町丁
- 天良町
- 新田小金井町
- 脇屋町
- 城西町
- 鳥山上町
- 石橋町

## 世帯数と人口
2022年（令和4年）3月31日現在の世帯数と人口は以下の通りである。
| 町丁   | 世帯数  | 人口  |
| ------ | ------- | ----- |
| 寺井町 | 330世帯 | 828人 |

## 交通

### 鉄道
町内に鉄道は通っていない。

### 道路
- 群馬県道78号太田大間々線

## 施設
- 特別養護老人ホームゆう愛